# Sun Jianwei
Sun Jianwei (* 1966) ist ein ehemaliger chinesischer Tischtennisspieler, der seit 1990 bei mehreren deutschen Vereinen in der 2. Bundesliga spielt.
Zum Geburtsdatum gibt es unterschiedliche Angaben, etwa 18. März 1966, 6. Juni 1966, 8. Oktober 1966 oder auch 18. Dezember 1966.

## Werdegang
Sun Jianwei begann seine Karriere in China, unter dessen Flagge er einige Male international auftrat. 1983 wurde er bei den Asienmeisterschaften der Junioren Dritter im Doppel mit Zhou Bin und Dritter im Mixed mit Chen Zihe. 1986 nahm er an den Asienmeisterschaften teil. Hier erreichte er im Einzel das Viertelfinale und im Doppel das Halbfinale. Bei den offenen jugoslawischen Meisterschaften 1987 stand er im Mixed mit Geng Lijuan im Endspiel. In der ITTF-Weltrangliste belegte er 1989 Platz 74.
Wegen der übermächtigen Konkurrenz der chinesischen Tischtennisspieler wurde Sun Jianwei nicht für höhere internationale Aufgaben berücksichtigt. Daher verließ er 1990 China und wurde in Deutschland aktiv. Zunächst schloss er sich dem Verein TTC Grünweiß Bad Hamm an, dessen Herrenmannschaft damals in der 2. Bundesliga spielte. Von 1991 bis 1993 spielte er beim TTF Bad Honnef, wechselte dann zu Borussia Brand (2. BL) und wurde 1995 vom damaligen Oberligisten TTG Hoengen verpflichtet. Hier wirkte er am Aufstieg in die Regionalliga (1996), in die 2. Bundesliga und 1999 in die 1. Bundesliga mit. In der Saison 2000/2001 spielte er beim BTW Bünde (2. BL), 2001/02 bei TTC RhönSprudel Fulda-Maberzell (2. BL) und danach bis 2007 beim TTC Vernich. Nach einer Zwischenstation bei TTC indeland Jülich in der Oberliga war er ab 2009 bei TTC BW Brühl-Vochem aktiv.